# 戈亚尼亚
戈亚尼亚（葡萄牙語發音：[ɡoˈjɐ̃niɐ]）是巴西中部戈亚斯州的首府和最大城市，为巴西中部高原的一个地区。面积约739平方公里，丘陵少和地势低。距离巴西国家首都巴西利亚209公里。
戈亚尼亚位于其州的中心，在“向西进军”的影响下，它被规划和建设成为戈亚斯州的政治和行政首都。“向西进军”是巴尔加斯政府为加快发展和鼓励占领巴西中西部地区而制定的政策。佩德罗·卢多维科·特谢拉和巴尔加斯之间的密切友谊和政治接触对这一努力作出了很大贡献。自1960年代以来，人口迅速增长，1996年达到100万。从一开始，它的建筑就受到装饰艺术的影响，装饰艺术定义了城市早期建筑的外观。
它人口1536,097，是中西部人口第二多的城市，仅被巴西利亚超越，全国第十大城市。它是该地区重要的经济中心，被认为是工业、医药、时尚和农业等领域的战略中心。
1987年该地因为发生了严重放射性污染事故而闻名于世。